# Ryōta Koyama
Ryōta Koyama (小山僚太 Koyama Ryōta?) es un actor infantil japonés, más conocido por interpretar el rol de Toshio Saeki en las primeras dos películas straight-to-video de Ju-on. Trabajó con Takako Fuji y Takashi Matsuyama en estos dos filmes. (Esta persona no debe ser confundida con Yuya Ozeki, quien fue Toshio en las películas de cine Ju-on: The Grudge).

## Filmografía
- Ju-on V-Cinema (2000)
- Ju-on 2 V-Cinema (2000)